# Vrelo života
Vrelo života je 53. epizoda strip serijala Ken Parker. Objavljena je Lunov Magnus stripu br. 704 u oktobru 1986. godine. Sveska je koštala 130 dinara (0,31 $; 0,62 DEM). Epizodu je nacrtao Đorđo Trevisan, a scenario napisao Đankarlo Berardi. Epizoda je imala 94 strane. Bila je kraća za dve stranice od originalnog izdanja.

## Originalno izdanje
Originalna epizoda objavljena je u Italiji u decembru 1982. god. za izdavačku kuću Cepim (sadašnji Boneli Comics) pod nazivom I pionieri. Cena sveske iznosila je 800 lira (0,58 $; 1,39 DEM).

## Kratak sadržaj
Na putu do Bostona (gde se zaputio da bi se sreo sa posinkom Tebom), Ken prolazi kroz Kanzans. Na 30 kilometara od Garden sitija, nailazi na polumrtvog Harvija zavejanog u oluji, koji je zbog bolesnog sina krenuo po doktora u Garden sitiju. Uskoro nalazi njegovu kuću u kojoj žive supruga i dvoje male dece. Porodica živi teško jer nemaju ni hrane ni vode. Ken im daje hranu, a Harviju konja da ponovo proba da ode po doktora. Dok je Harvi odsutan, supruga Sara polako gubi razum. Kada mlađi sin umire od groznice, Sara pokušava da sebi preseče vene. Ken ostaje da živi s njima neko vreme i pokušava da Harviju pomogne da pronađe podzemnu reku i iskopa bunar za navodnjavanje.
Vremenom Sara se sve više zaljubljuje u Kena i koristi priliku da mu se približi tako što od njega pozajmljuje knjige, koje Ken nosi sa sobom. (Sara ih uopšte ne čita, već samo koristi priliku da mu se približi.) Džef je takođe oduševljen Kenom od koga očekuje da ga nauči da bude lovac i puca sa velikom puškom. Ovo preusmeravanje na Kena izazvano je Harvijevom miroljubivom prirodom. Kada grupa lokalnih nasilnika napada Harviuja u Garden sitiju, Harvi se ne brani, a pomaže mu Ken. Drugi put, međutim, Harvi se sam odbranio, što je ponovo preusmerilo pažnju Sare i Džefa na njega. Ken ih napušta tiho i neprimetno, kako je i došao.

### Cenzura i značaj epizode
Epizoda se oslanja na biblijsku polemiku oko verolomnosti u braku i ljudske slobode. U jednom trenutku dok na njivi pričaju o biblijskim temama, Harvi pita Kena da li se pridžava jedne od deset zapovesti po kojoj nije dozvoljeno želeti tuđeg bračnog druga. Na ovo Ken odgovara da se on toga pridržava, ali da takođe misl da svako ima pravo na svoju sreću i niko nije zauvek vezan društvenim vezama. Nažalost, cela ova stranica (str. 82) cenzurisana je u verziji LMS-a verovatno iz političkih razloga. Konverzacija, sa jedne strane odslikava religiozne ideje (Biblija, deset zapovesti), a sa druge strane politički stav liberalizma po kome traženje sopstvene sreće ima prioritet u odnosu na zahteve kolektiva. Ovaj stav Ken još jasnije iznosi u epizodi Divlja griva, LMS-649 u kojoj, međutim, nije cenzurisan.
Epizoda takođe potvrđuje sebične motivacije za altruističke, socijalne i emotivne radanje koje su se pojavljivale i ranije u serijalu. Kada mu Sara zahvaljuje što im je pomogao, Ken joj objašnjava da je samo hteo da bude deo porodice i kaže: "Iza velikodušnosti kriju se ambisi egoizma" (str. 60) Kenova sebična motivacije je do sada uglavnom vezivana za ostvarivanje društvene pravde (Ken goni kriminalce, ali ne zato što je to pravedno, več uvek ima neki lični motiv), dok se ovde prvi put eksplicitno vezuje za emocionalna i društvena dela.

## Inspiracija filmskom umetnošću
Priča je obrada klasičnog vesterna Shane Džordža Stivensa iz 1953. godine, s Ken Parkerom umesto Alan Lada.

## Reprize
Epizoda je reprizirana više puta u Italiji. U Hrvatskoj je reprizirana u izdanju Fibre 2008. godine (br. 53). U Srbiji epizoda do sada nije reprizirana.